# Моя любовь вне времени
«Моя любовь вне времени» (исп. Mi amor sin tiempo) — мексиканская теленовелла, созданная продюсером Карлосом Морено Лагильо для компании TelevisaUnivision. Он основан на телесериале 1999 года «Три женщины», созданном создателями Мартой Каррильо и Кристиной Гарсиа. В сериале снимались Карла Эскивель, Андрес Байда, Летисия Кальдерон, Хуана Ариас, Мане де ла Парра, Алехандро Камачо и Майкл Ронда. Он транслировался на телеканале Las Estrellas с 15 июля по 1 ноября 2024 года.

## Сюжет
Сериал рассказывает о жизни трех женщин из одной семьи, которые, находясь на разных этапах жизни, сталкиваются с очень похожей любовной ситуацией. Все три находятся в, казалось бы, стабильных отношениях, но когда в их жизни появляется настоящая любовь, она заставляет их бросить вызов себе и делать то, чего они никогда не могли себе представить, даже идя против норм общества, к которому они принадлежат.

## В ролях
- Карла Эскивель — Фатима
- Андрес Байда — Себастьян
- Летисия Кальдерон — Грета
- Хуана Ариас — Барбара
- Мане де ла Парра — Даниэль
- Кариме Лозано — Рената
- Алехандро Камачо — Федерико
- Майкл Ронда — Адриан
- Иоланда Вентура — Люсия
- Лус Мария Херес — Ана
- Альма Дельфина — Хесуса
- Эрик дель Кастильо — Альваро
- Федерико Айос — Пабло
- Маурисио Абуларах — Марио
- Дамиана Бей — Триана
- Андреа де Фатима — Бренда
- Дения Агалиану — Карла
- Алехандра Андреу — Верания
- Паола Тойос — Хеновева
- Джулия Аргуэльес — Каролина
- Рафаэлла Гавира Бигорра — Макарена
- Клаудия Зепеда — Марикруз
- Ракель Морель — Мэгги
- Лаура Луз — Кармен
- Мария Марсела — Сара
- Роберто Матеос — Хосе
- Ян Андраде — Ремиджио
- Хосе Элиас Морено — Гонсало
- Мишель Дюваль — Клаудио Альтамирано

## Производство
В декабре 2023 года сообщалось, что продюсер Карлосом Морено Лагильо будет продюсировать ремейк теленовеллы 1999 года «Три женщины». В апреле 2024 года было объявлено название теленовеллы «Моя любовь без времени». 2 мая 2024 года Летисия Кальдерон была утверждена на одну из главных ролей. Съемки теленовеллы начались 6 мая 2024 года. Неделю спустя состоялась церемония благословения, на которой был объявлен остальной актерский состав.

## Рейтинги
| Сезон | Временной интервал (CT)   | Эпизоды | Премьера     | Премьера           | Финал         | Финал              | Среднее количество зрителей (млн.) |
| Сезон | Временной интервал (CT)   | Эпизоды | Дата         | Зрители (миллионы) | Дата          | Зрители (миллионы) | Среднее количество зрителей (млн.) |
| ----- | ------------------------- | ------- | ------------ | ------------------ | ------------- | ------------------ | ---------------------------------- |
| 1     | понедельник-пятница 18:30 | 80      | 15 июля 2024 | 2.14               | 1 ноября 2024 | 2.18               | 2.06                               |

## Эпизоды
| №  | Название                                   | Дата премьеры    | Зрители Мексика (млн) |
| -- | ------------------------------------------ | ---------------- | --------------------- |
| 1  | «Las cosas se harán a mi modo»             | 15 июля 2024     | 2.14                  |
| 2  | «¿Eres feliz en tu matrimonio?»            | 16 июля 2024     | 1.94                  |
| 3  | «Tú vives a costa mía»                     | 17 июля 2024     | 2.36                  |
| 4  | «Eres una frígida»                         | 18 июля 2024     | 2.03                  |
| 5  | «La vida te dio otra oportunidad»          | 19 июля 2024     | 2.12                  |
| 6  | «¿De qué lado estas, Fátima?»              | 22 июля 2024     | 2.36                  |
| 7  | «¿Una mujer insatisfecha?»                 | 23 июля 2024     | 2.36                  |
| 8  | «Vete en mi espejo»                        | 24 июля 2024     | 2.16                  |
| 9  | «¡Desaprovechaste tu oportunidad!»         | 25 июля 2024     | 2.11                  |
| 10 | «No hay hombre perfecto»                   | 26 июля 2024     | 1.86                  |
| 11 | «No quiero nada de ti»                     | 29 июля 2024     | 2.14                  |
| 12 | «Estaba dispuesta a tener a mi hijo»       | 30 июля 2024     | 2.19                  |
| 13 | «Tengo cinco días de retraso»              | 31 июля 2024     | 2.10                  |
| 14 | «La duda hace más daño que la razón»       | 1 августа 2024   | 1.98                  |
| 15 | «No puedo vivir sin ti»                    | 2 августа 2024   | 1.83                  |
| 16 | «Loca de amor»                             | 5 августа 2024   | 2.02                  |
| 17 | «Los planes cambian»                       | 6 августа 2024   | 2.11                  |
| 18 | «Aléjate de Fátima»                        | 7 августа 2024   | 2.26                  |
| 19 | «Es hora de enterrar el pasado»            | 8 августа 2024   | 1.93                  |
| 20 | «Haces magia en mi vida»                   | 9 августа 2024   | 1.70                  |
| 21 | «Antes eras divertida»                     | 12 августа 2024  | 2.10                  |
| 22 | «¿Por qué eres tan amargada?»              | 13 августа 2024  | 2.00                  |
| 23 | «Promesas que no se cumplieron»            | 14 августа 2024  | 2.20                  |
| 24 | «El corazón no avisa»                      | 15 августа 2024  | 2.20                  |
| 25 | «Una segunda oportunidad»                  | 16 августа 2024  | 2.00                  |
| 26 | «Culpable de nuestra desgracia»            | 19 августа 2024  | 1.90                  |
| 27 | «Tus mentiras tienen doble intención»      | 20 августа 2024  | 1.80                  |
| 28 | «La mujer que más he odiado»               | 21 августа 2024  | 2.10                  |
| 29 | «Una mujer prohibida»                      | 22 августа 2024  | 1.90                  |
| 30 | «Greta no es lo que aparenta»              | 23 августа 2024  | 2.00                  |
| 31 | «Te quiero con toda mi alma»               | 26 августа 2024  | 1.90                  |
| 32 | «Deja que este amor muera»                 | 27 августа 2024  | 2.10                  |
| 33 | «Tengo miedo de perderte»                  | 28 августа 2024  | 2.00                  |
| 34 | «Nuestro amor es fuego»                    | 29 августа 2024  | 1.90                  |
| 35 | «Cometiste el peor error de tu vida»       | 30 августа 2024  | 1.83                  |
| 36 | «Hagan bien las cosas»                     | 2 сентября 2024  | 2.01                  |
| 37 | «Nuestro amor tuvo consecuencias»          | 3 сентября 2024  | 2.09                  |
| 38 | «Hay de errores a errores»                 | 4 сентября 2024  | 2.06                  |
| 39 | «¿Crees que me quedaré sola?»              | 5 сентября 2024  | н/д                   |
| 40 | «La muerte de Gonzalo»                     | 6 сентября 2024  | 1.99                  |
| 41 | «Las apariencias engañan»                  | 9 сентября 2024  | 1.91                  |
| 42 | «Hay algo que nos une y nos separa»        | 10 сентября 2024 | 1.90                  |
| 43 | «No renuncies a tus sueños»                | 11 сентября 2024 | 1.89                  |
| 44 | «Somos libres para amarnos»                | 12 сентября 2024 | 1.85                  |
| 45 | «¿En qué te fallé?»                        | 13 сентября 2024 | 1.72                  |
| 46 | «Espero contar con tu lealtad»             | 16 сентября 2024 | 1.98                  |
| 47 | «Perdóname, bebé»                          | 17 сентября 2024 | 1.96                  |
| 48 | «Te amé con locura»                        | 18 сентября 2024 | 2.08                  |
| 49 | «Descubrí tu juego»                        | 19 сентября 2024 | 1.99                  |
| 50 | «En la cárcel no hay boda»                 | 20 сентября 2024 | 1.96                  |
| 51 | «Quiero que me heredes en vida»            | 23 сентября 2024 | 2.28                  |
| 52 | «Nuestro amor es más fuerte que la sangre» | 24 сентября 2024 | 1.98                  |
| 53 | «Adiós, Sebastián»                         | 25 сентября 2024 | 1.95                  |
| 54 | «¡Ya no eres nadie en mi vida!»            | 26 сентября 2024 | 2.00                  |
| 55 | «Dudo de todo mundo»                       | 27 сентября 2024 | 2.13                  |
| 56 | «Siempre logro lo que quiero»              | 30 сентября 2024 | 2.21                  |
| 57 | «¿Vas a reconocer a Bárbara?»              | 1 октября 2024   | 1.76                  |
| 58 | «¡Fue Adrián!»                             | 2 октября 2024   | 2.21                  |
| 59 | «Te vas a pudrir en la cárcel»             | 3 октября 2024   | 2.25                  |
| 60 | «Entre la vida y la muerte»                | 4 октября 2024   | 2.10                  |
| 61 | «La muerte de Adrián»                      | 7 октября 2024   | 2.07                  |
| 62 | «¿Crees que soy inocente?»                 | 8 октября 2024   | 2.27                  |
| 63 | «No me busques más»                        | 9 октября 2024   | 2.02                  |
| 64 | «Un acto de amor»                          | 10 октября 2024  | н/д                   |
| 65 | «Yo amo a Sebastián»                       | 11 октября 2024  | 2.07                  |
| 66 | «Mi labor de madre se acabó»               | 14 октября 2024  | 2.18                  |
| 67 | «Ya no quiero seguir viviendo»             | 15 октября 2024  | 2.11                  |
| 68 | «La peor de las mujeres»                   | 16 октября 2024  | 2.37                  |
| 69 | «Estoy planeando mi fuga»                  | 17 октября 2024  | 2.06                  |
| 70 | «No pospongas tu vida»                     | 18 октября 2024  | 1.90                  |
| 71 | «Hasta pronto»                             | 21 октября 2024  | 2.32                  |
| 72 | «Conozco tu mal corazón»                   | 22 октября 2024  | 2.19                  |
| 73 | «El que persevera, alcanza»                | 23 октября 2024  | 2.31                  |
| 74 | «La vida compensa»                         | 24 октября 2024  | 2.25                  |
| 75 | «¿Qué tiene mi bebé?»                      | 25 октября 2024  | 2.18                  |
| 76 | «Lo que hace uno por amor»                 | 28 октября 2024  | н/д                   |
| 77 | «La muerte de Greta»                       | 29 октября 2024  | 2.24                  |
| 78 | «Jugamos tu mismo juego»                   | 30 октября 2024  | 2.29                  |
| 79 | «Estoy embarazada»                         | 31 октября 2024  | 2.05                  |
| 80 | «Estamos más unidos que nunca»             | 1 ноября 2024    | 2.18                  |

## Награды и номинации
| Год  | Премия       | Категория                   | Номинированная работа  | Результат | Ссылка |
| ---- | ------------ | --------------------------- | ---------------------- | --------- | ------ |
| 2024 | Produ Awards | Лучшая короткая теленовелла | Моя любовь вне времени | Номинация | [ 88 ] |

### Комментарии
1. ↑  Премьера состоялась 12 июля 2024 года онлайн на сайте Las Estrellas.[12]